# Phường 8, thành phố Cà Mau
Phường 8 là một phường thuộc thành phố Cà Mau, tỉnh Cà Mau, Việt Nam.

## Địa lý
Phường 8 nằm ở phía tây thành phố Cà Mau, có vị trí địa lý:
- Phía đông giáp Phường 7
- Phía tây giáp huyện Trần Văn Thời
- Phía nam giáp xã Lý Văn Lâm
- Phía bắc giáp Phường 1, Phường 2, phường Tân Xuyên.

Phường 8 có diện tích 9,77 km², dân số năm 2022 là 27.661 người, mật độ dân số đạt 2.831 người/km².

## Hành chính
Phường 8 được chia thành 8 khóm: 1, 2, 3, 4, 5, 6, 7, 8.

## Lịch sử
Sau năm 1975, Phường 8 thuộc thị xã Cà Mau.
Ngày 20 tháng 12 năm 1975, Bộ Chính trị Đảng Cộng sản Việt Nam ban hành Nghị quyết số 19/NQ điều chỉnh lại việc hợp nhất tỉnh ở miền Nam Việt Nam cho sát với tình hình thực tế, theo đó tỉnh Cà Mau và tỉnh Bạc Liêu được tiến hành hợp nhất vào ngày 1 tháng 1 năm 1976 với tên gọi ban đầu là tỉnh Cà Mau – Bạc Liêu. Khi đó, Phường 8 thuộc thị xã Cà Mau, tỉnh Cà Mau – Bạc Liêu.
Ngày 10 tháng 3 năm 1976, Ban đại diện Trung ương Đảng và Chính phủ đổi tên tỉnh Cà Mau – Bạc Liêu thành tỉnh Minh Hải. Khi đó, Phường 8 thuộc thị xã Cà Mau, thuộc tỉnh Minh Hải.
Ngày 29 tháng 12 năm 1978, Hội đồng Chính phủ ban hành Quyết định số 326-CP. Theo đó, Phường 8 thuộc thị xã Cà Mau.
Ngày 30 tháng 8 năm 1983, Hội đồng Bộ trưởng ban hành Quyết định số 94-HĐBT về việc sáp nhập ấp Chánh của xã Thạnh Trung thuộc huyện Cà Mau mới giải thể vào Phường 8.
Ngày 14 tháng 2 năm 1987, Hội đồng Bộ trưởng ban hành Quyết định số 33B-HĐBT về việc tách 950 hécta đất với 2.500 nhân khẩu của Phường 8 để sáp nhập vào xã Lý Văn Lâm.
Phường 8 có 796 hécta đất và 6.565 nhân khẩu.
Ngày 6 tháng 11 năm 1996, Quốc hội ban hành Nghị quyết về việc chia tỉnh Minh Hải thành hai tỉnh là tỉnh Bạc Liêu và tỉnh Cà Mau. Khi đó, Phường 8 thuộc thị xã Cà Mau, tỉnh Cà Mau.
Ngày 14 tháng 4 năm 1999, Chính phủ ban hành Nghị định số 21/1999/NĐ-CP về việc thành lập thành phố Cà Mau thuộc tỉnh Cà Mau. Phường 8 trực thuộc thành phố Cà Mau.

## Kinh tế - xã hội
Sau năm 1975, địa giới hành chính của Phường 8 cũ và ấp Chánh của xã Hoà Thành Phường 8 lúc đầu với diện tích tự nhiên ban đầu hơn 1.500ha, dân cư rất thưa thớt đời sống nhân dân chủ yếu làm nông nghiệp, tiểu thủ công nghiệp, mua bán nhỏ. Trụ sở chính nằm ven kênh Rạch Rập với cơ sở vật chất ban đầu rất nghèo nàn. Năm 1996 sau khi tỉnh Cà Mau được tái lập, cùng với sự phát triển của thị xã Cà Mau trụ sở UBND Phường 8 được xây dựng khang trang trên diện tích 500 m² trên đường Nguyễn Công Trứ, khóm 1.
Phường 8 là cửa ngõ vào trung tâm nội ô thành phố Cà Mau, là nơi giao lưu thuận lợi cả đường bộ và đường sông, rất thuận lợi cho việc mua bán, trao đổi hàng hoá và sản xuất kinh doanh. Phường có nhiều nét đặc thù khá riêng biệt có 8 khóm, trong đó có 4 khóm nằm ven nội ô thành phố, nhân dân chủ yếu sản xuất tiểu thủ công nghiệp- dịch vụ và kinh doanh và nhiều công ty xí nghiệp; 4 khóm ngoại ô, nhân dân sống chủ yếu là nuôi trồng thủy sản, sản xuất nông nghiệp. Nhìn chung nhân dân có mức sống kinh tế ổn định hộ nghèo giảm đáng kể.